# Akachi Adimora-Ezeigbo
Akachi Adimora-Ezeigbo là một tác giả và nhà giáo dục người Nigeria, tác phẩm được xuất bản bao gồm tiểu thuyết, thơ, truyện ngắn, sách cho trẻ em, tiểu luận và báo chí. Cô là người chiến thắng một số giải thưởng ở Nigeria, bao gồm Giải thưởng Nigeria cho Văn học.

## Tiểu sử
Adimora-Ezeigbo sinh ra ở miền Đông Nigeria, có bằng BA và MA bằng tiếng Anh từ Đại học Lagos và bằng tiến sĩ của Đại học Ibadan. Cô bắt đầu giảng dạy tại Đại học Lagos năm 1981 và trở thành giáo sư tiếng Anh năm 1999. Cô đã giảng dạy trong trường đại học này, ở Khoa tiếng Anh, từ năm 1981.
Cô là tác giả của một số cuốn sách, bao gồm tiểu thuyết, tuyển tập truyện ngắn và sách thiếu nhi. Trong số các giải thưởng mà cô nhận được ở Nigeria là Giải thưởng Văn học Nigeria, trong đó cô là người chiến thắng chung năm 2007 cho cuốn sách thiếu nhi My Cousin Sammy.

## Cuộc sống cá nhân
Cô đã kết hôn với giáo sư Chris Ezeigbo và họ có ba đứa con.

## Tác phẩm chọn lọc
- Rhythms of Life: Stories of Modern Nigeria - truyện ngắn (1992)
- The Last of the Strong Ones - tiểu thuyết (1996)
- Rituals and Departures - truyện ngắn (1999)
- House of Symbols - tiểu thuyết (2001)
- Children of the Eagle - tiểu thuyết (2002)
- My Cousin Sammy (2007)
- Heart Songs - thơ (2009)
- Waiting for Dawn - thơ (2010)
- Roses and Bullets - tiểu thuyết (2011)